# Adriano Baracchini Caputi
Adriano Baracchini Caputi (Firenze, 1883 – Livorno, 1968) è stato un pittore italiano.

## Biografia
Nasce a Firenze nel 1883, a sedici anni si trasferisce a Livorno, dove inizia a muovere i primi passi nel mondo dell'arte sotto la guida di Guglielmo Micheli, un pittore macchiaiolo allievo di Fattori. Ma già nel primo decennio del Novecento, ispirato da Vittore Grubicy de Dragon, degli artisti del Caffè Bardi intraprende con Benvenuto Benvenuti l'indirizzo divisionista.
La sua personalità pittorica divisionista pone in rilievo la luce e i suoi effetti, divenendo uno dei maggiori interpreti in questo senso, trascurando, a differenza degli altri pittori della Galleria, l'intensità dei colori. 
Le sue qualità non passano inosservate tanto che Baracchini Caputi viene invitato al Salon des Peintres Divisionnistes Italiens di Parigi nel 1907 in cui espone sei paesaggi andati finora dispersi.
Partecipa tre volte all'Esposizione internazionale d'arte di Venezia: nel 1912 con l'opera Mattino sul Mare, nel 1914 con l'opera Sinfonia Crepuscolare, e nel 1922 con l'opera Un'Aurora.  Nel 2022 partecipa alla 90^ Esposizione di Belle Arti di Roma  con l'opera l'Arpa.
Frequentatore del Caffè Bardi di Livorno, nel 1920 è tra i fondatori del Gruppo Labronico, di cui diviene segretario.
Nel 1921 è presente alla I Biennale di Roma e successivamente alla IV sindacale Toscana.
Viene considerato il continuatore dell'opera di Vittore Grubicy.
Il critico Ciappei a inizio secolo lo definisce: «Adriano Baracchini-Caputi è oramai ben conosciuto nell’ambiente artistico italiano. Artista distintissimo appartiene a quella valorosa schiera di pittori divisionisti che facevano capo fino a poco tempo fa al grande maestro Vittore Grubicy. Dall’illustre pittore scomparso ebbe amichevoli insegnamenti ed ancor più stima e affetto che gli furono conservati fino agli ultimi giorni di lui. Espositore apprezzato a Venezia, il Baracchini ha una produzione limitatissima ben poco conosciuta ai concittadini» e ancora lo definisce «Poeta delicato e colorista, squisito ricercatore di effetti di luce più che di effetti di colore […]. I divisionisti milanesi gli fecero trovare la via sua; ma, intendiamoci bene, a essi egli altro non deve che questo suo orientamento, nell’ambito del quale ha saputo svolgere un pensiero tutto suo ed esprimere una visione assolutamente personale. Tutta la sua pittura tende a dar, delle cose, un’immagine viva e trascendente la materia: si direbbe che egli voglia fissare solamente la luce riflessa dalle cose, la luce, come quella entità fisica che tra tutte è la più spirituale».
All'inizio degli anni trenta del XX secolo si ritira nella sua tenuta privata a Vada, frazione di Rosignano Marittimo, dove si dedica esclusivamente all'amministrazione dei suoi beni abbandonando di fatto la pittura, tranne la realizzazione di alcune rare opere.
Nel 2012 è tra i pittori selezionati per la retrospettiva Divisionismo - La luce del moderno allestita a Rovigo presso palazzo Roverella.
Nel 2019 a Collesalvetti viene inaugurata una mostra che pone in collegamento Vittore Grubicy con Baracchini Caputi, grazie al prestito di opere dalla Fondazione Livorno, eredi e collezionisti privati.
La sua opera Una Sosta è presente nella pinacoteca fondazione Cassa di risparmio di Tortona, un'altra sua opera del 1908, Crepuscolo, fa parte del legato Alberto Grubicy donato alla galleria d'arte Moderna di Roma.
Vengono battute raramente sue opere all'asta, la produzione sotto effetto di Grubicy, alcuni suoi capolavori di alta fattura, possono raggiungere elevate quotazioni.